# Vovnîci, Mlîniv
Vovnîci (în ucraineană Вовничі) este localitatea de reședință a comunei Vovnîci din raionul Mlîniv, regiunea Rivne, Ucraina.

## Demografie
Componența lingvistică a localității Vovnîci
     Ucraineană (99,53%)
     Alte limbi (0,32%)
Conform recensământului din 2001, majoritatea populației localității Vovnîci era vorbitoare de ucraineană (99,53%), existând în minoritate și vorbitori de alte limbi.